# 丹下和彦
丹下 和彦（たんげ かずひこ、1942年3月 - ）は、日本の古代ギリシア文学者。大阪市立大学名誉教授、関西外国語大学名誉教授。日本西洋古典学会委員（2010 - 2012年度）。

## 経歴
岡山県生まれ。1964年京都大学文学部卒、1968年同大学院文学研究科修士課程修了、1970年同博士課程中退。和歌山県立医科大学、大阪市立大学助教授・教授を経て、関西外国語大学教授。2005年に「悲劇の世紀 前5世紀アテナイ精神史としてのギリシア悲劇」で文学博士（京都大学）。

## 著書
- 『ギリシア悲劇研究序説』東海大学出版会 1996.2
- 『女たちのロマネスク 古代ギリシアの劇場から』東海大学出版会 2002.7
- 『ライン河 流域の文学と文化』晃洋書房 2006.4
- 『旅の地中海 古典文学周航』京都大学学術出版会 2007.6
- 『ギリシア悲劇 人間の深奥を見る』中央公論新社〈中公新書〉 2008.2
- 『ギリシア悲劇ノート』白水社 2009.10
- 『食べるギリシア人 古典文学グルメ紀行』岩波書店〈岩波新書〉 2012.3
- 『ギリシア悲劇入門』未知谷 2021
- 『ギリシア悲劇の諸相』未知谷 2023
- 『ご馳走帖　古代ギリシア・ローマの食文化』未知谷 2023
- 『ギリシア悲劇余話』未知谷 2024
- 『ギリシア古喜劇を読む』未知谷 2025

### 編著・共編
- 『ドナウ河 流域の文学と文化』松村國隆共編 晃洋書房 2011.4
- 「第7章 上演形式、劇場、扮装、仮面」- 『ギリシア悲劇全集 別巻』岩波書店、1992

## 翻訳
- エウリーピデス『メーデイア』-「ギリシア悲劇全集5」岩波書店 1990.5
- エウリーピデス『ヘカベー』-「ギリシア悲劇全集6」岩波書店 1991.7
- カリトン『カイレアスとカッリロエ』国文社〈叢書アレクサンドリア図書館〉1998.6
- アルクマン他『ギリシア合唱抒情詩集』京都大学学術出版会〈西洋古典叢書〉2002.11
- アリストパネス『リューシストラテー』-「ギリシア喜劇全集3」岩波書店 2009.1
- 『群小詩人断片 2 アッティカ喜劇Ⅱ』-「ギリシア喜劇全集8」岩波書店 2011.2

久保田忠利・橋本隆夫・野津寛・安村典子・吉武純夫共訳
- エウリピデス『悲劇全集』全5巻、京都大学学術出版会〈西洋古典叢書〉2012.4-2016.6
- ルキアノス『食客』京都大学学術出版会〈西洋古典叢書〉2014.10